# Pseudomyrmex malignus
Pseudomyrmex malignus är en myrart som först beskrevs av Wheeler 1921.  Pseudomyrmex malignus ingår i släktet Pseudomyrmex och familjen myror. Inga underarter finns listade i Catalogue of Life.